# Asterocyphella
Asterocyphella es un género de fungi de la familia de las Cyphellaceae. El género incluye 3 especies.